# Xylocopa madida
Xylocopa madida är en biart som beskrevs av Heinrich Friese 1925. Xylocopa madida ingår i släktet snickarbin, och familjen långtungebin. Inga underarter finns listade i Catalogue of Life.